# Larix potaninii
Larix potaninii är en tallväxtart som beskrevs av Aleksandr Batalin.
Larix potaninii ingår i släktet lärkar och familjen tallväxter.
Arten förekommer i Kina i provinserna Gansu, Shaanxi, Sichuan, Yunnan och Xizang (Tibet) samt i Nepal. Den växer i bergstrakter och på högplatå mellan 2350 och 4300 meter över havet. Klimatet i regionen är kyligt och årsnederbörden varierar mellan 800 och 2 000 mm. Vid trädgränsen bildar Larix potaninii ofta trädgrupper eller skogar där inga andra träd ingår. Däremot kan Himalaja-en utformad som buske vara inblandad. I bergstrakternas lägre delar förekommer arten i skogar tillsammans med Tsuga dumosa, Tsuga chinensis, arter av ädelgranssläktet, av gransläktet, av släktet Cephalotaxus och av idegransläktet.
Artens trä används bland annat som byggmaterial för gruvor och järnvägar. Larix potaninii brukas även i pappersindustrin. I Europa och Amerika hittas arten i olika botaniska trädgårdar, främst i deras arboretum. De flesta av dessa exemplar odlades med hjälp av frön som den brittiska botanisten Ernest Henry Wilson samlade.
I några regioner minskade beståndet märkbart. Allmänt är Larix potaninii inte sällsynt. IUCN kategoriserar arten globalt som livskraftig.

## Underarter
Arten delas in i följande underarter:
- Larix potaninii chinensis
- Larix potaninii himalaica
- Larix potaninii macrocarpa
- Larix potaninii potaninii

## Bildgalleri

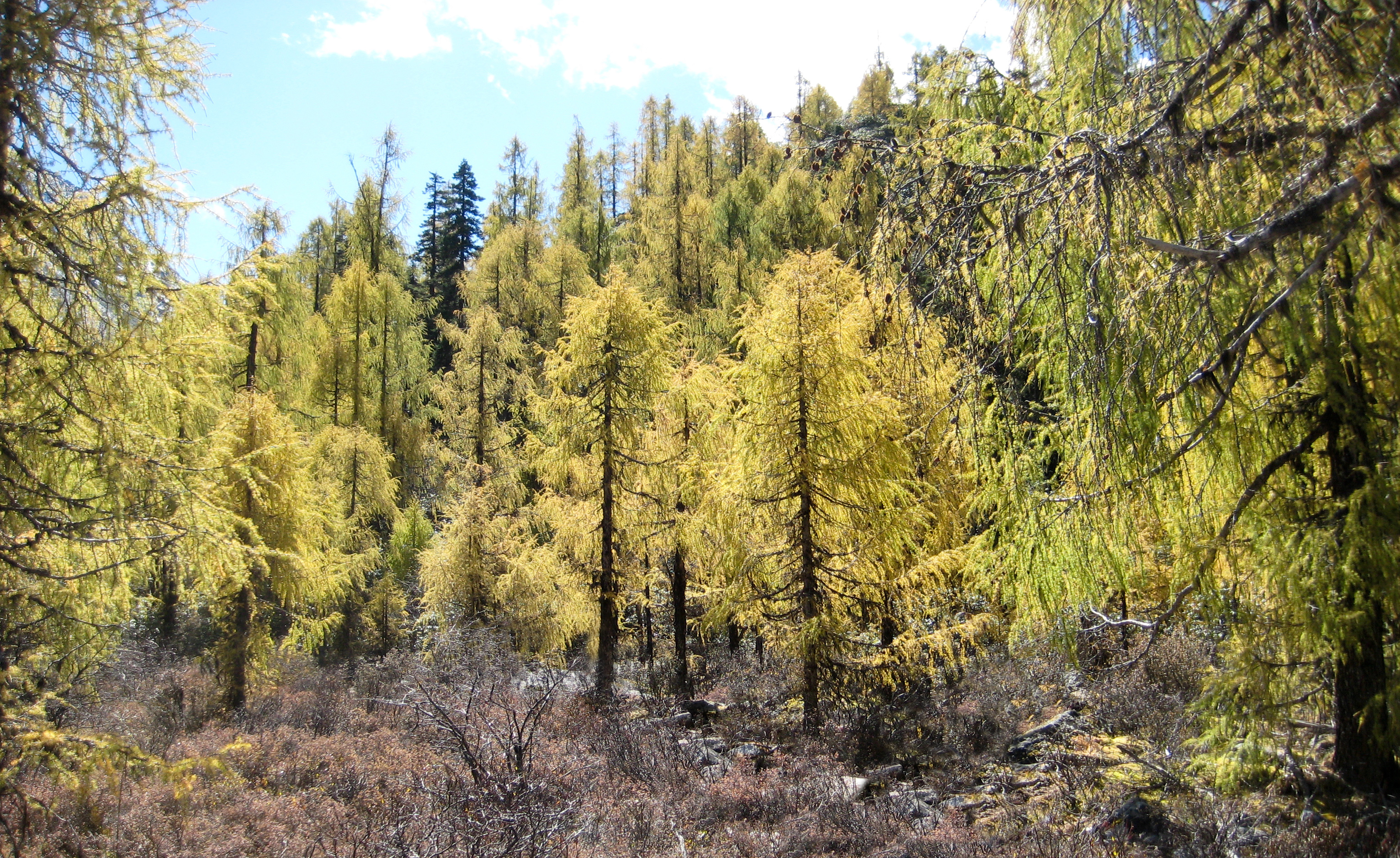
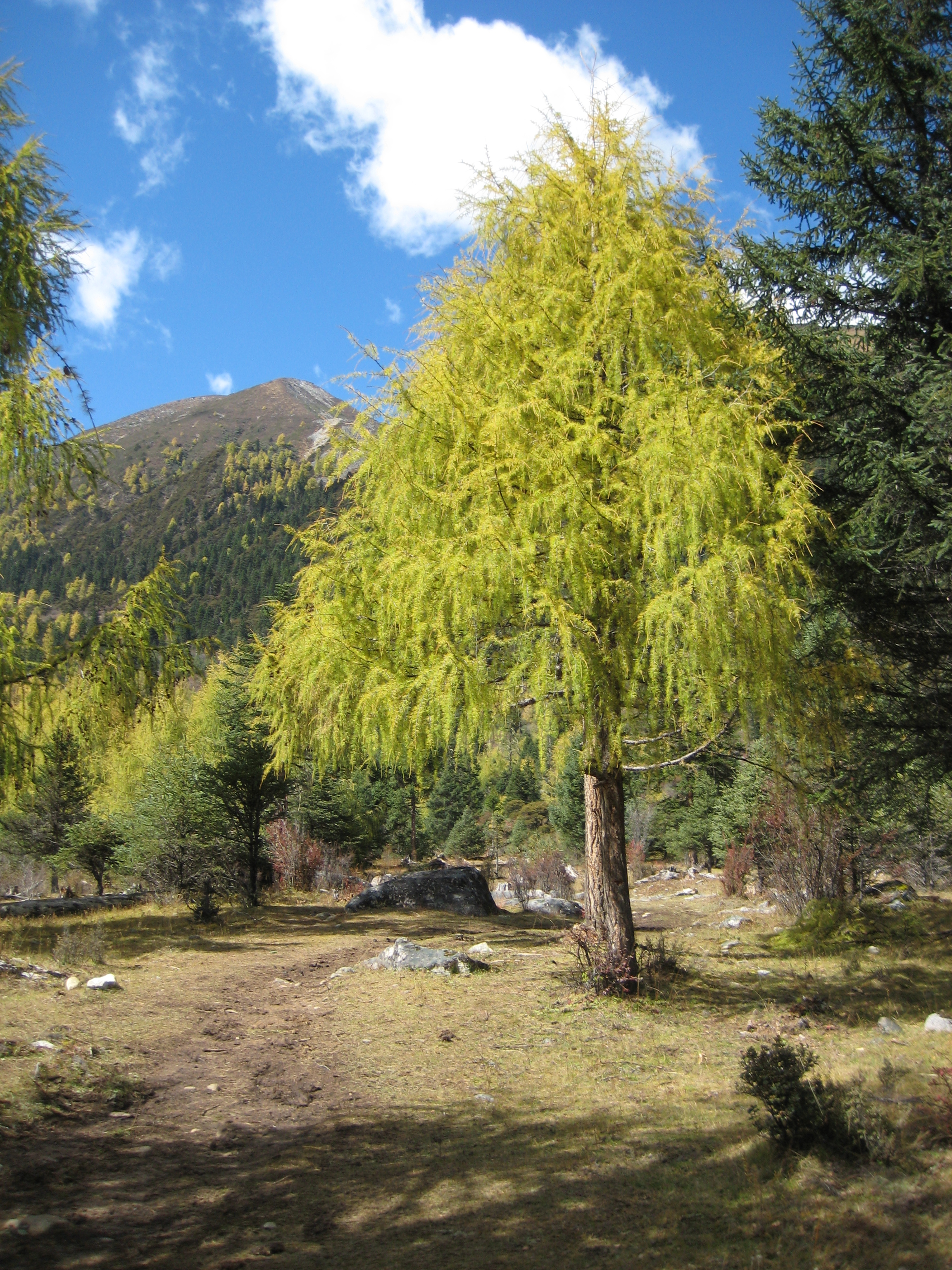
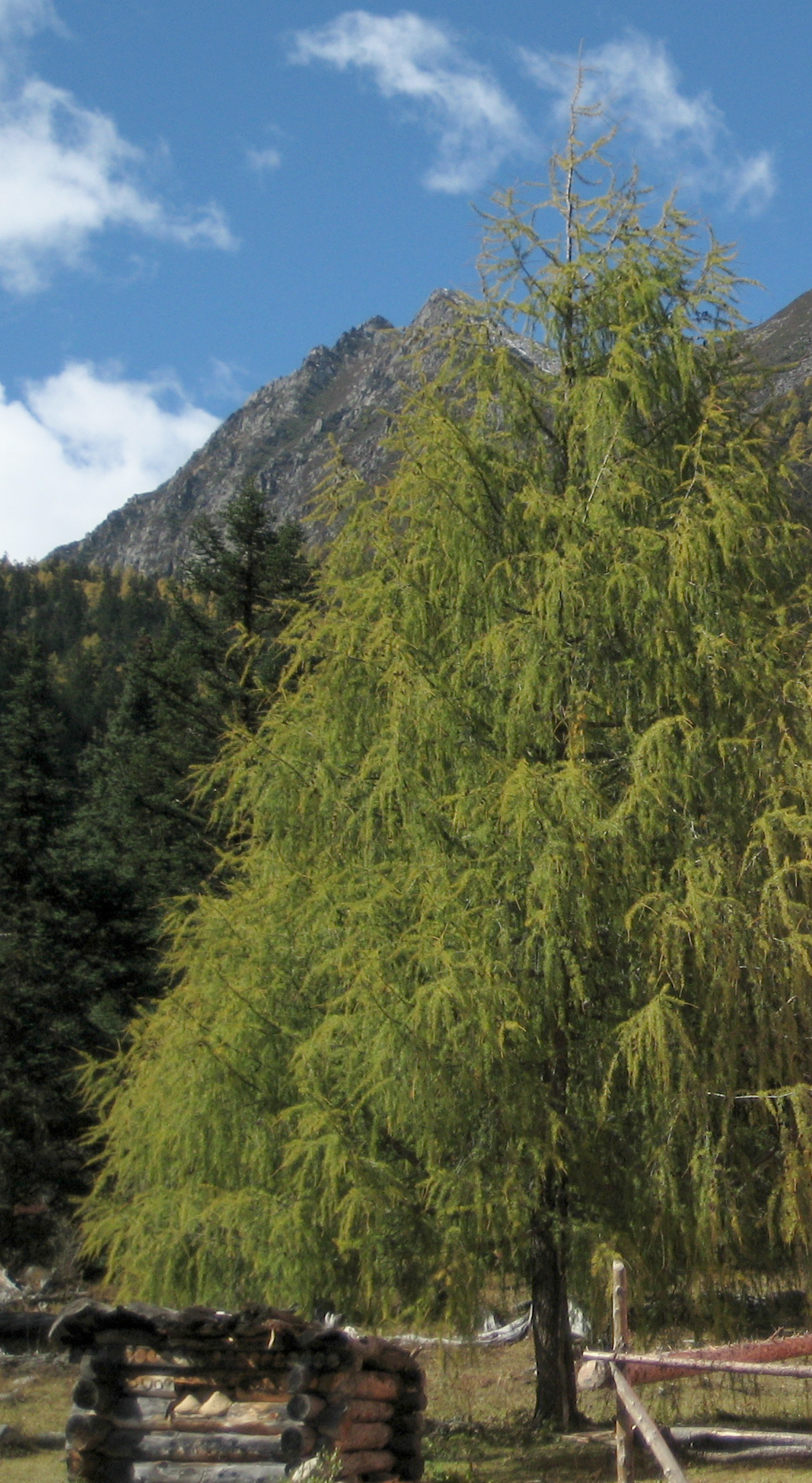
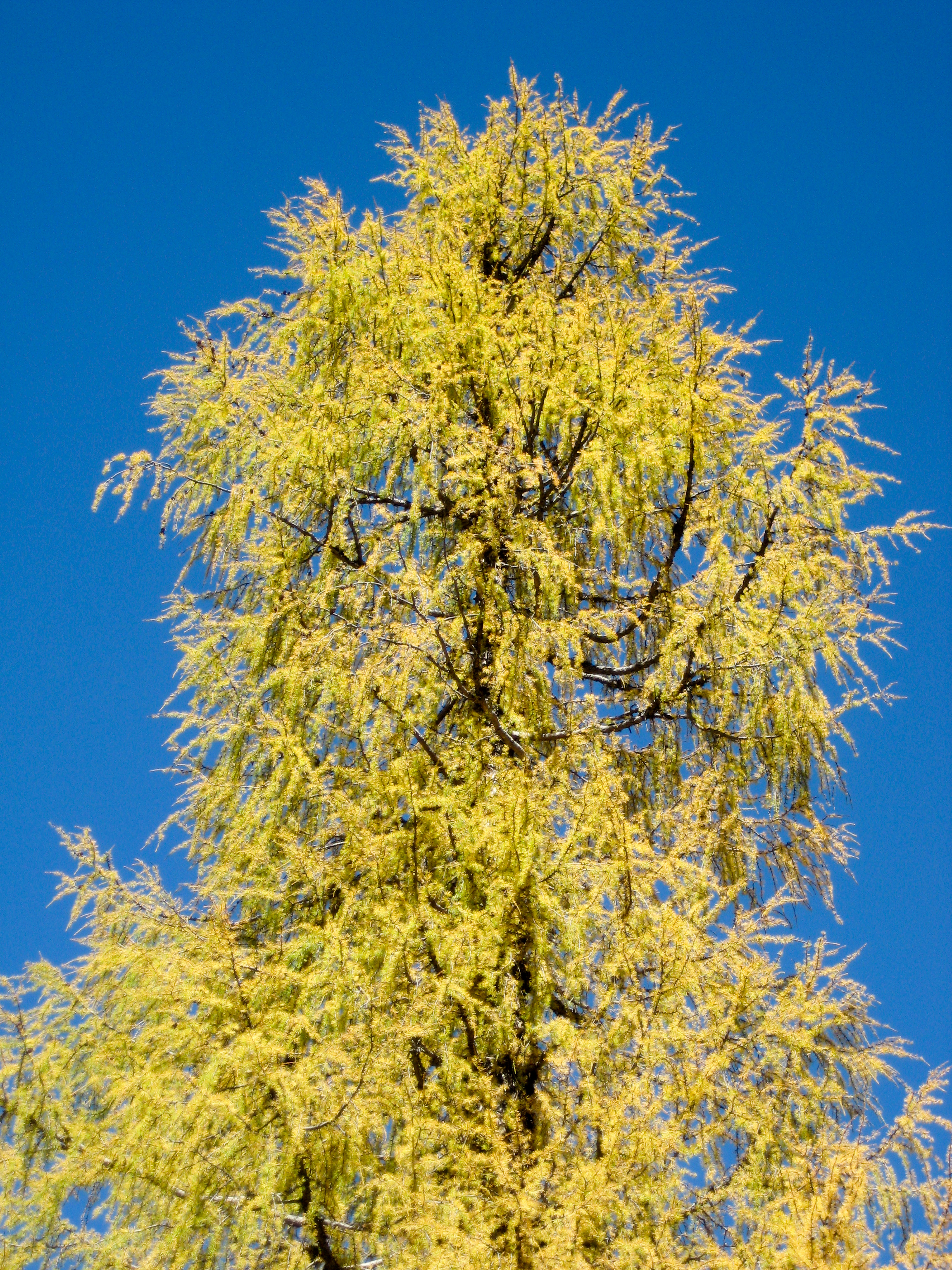
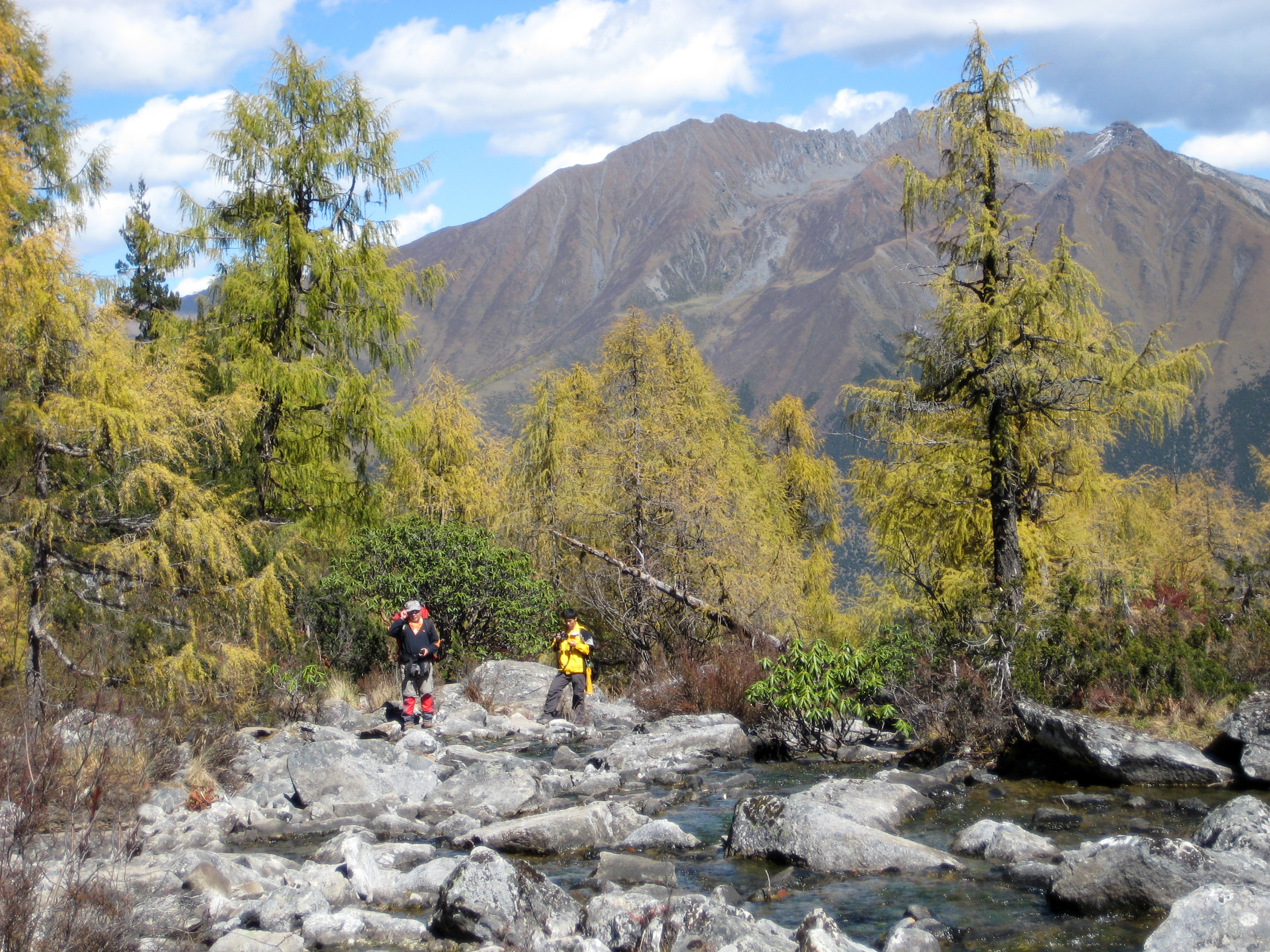